# Dr House
Pour les articles homonymes, voir House.
Dr House (House M.D.) est une série télévisée américaine en 177 épisodes de 42 minutes et répartis sur huit saisons, créée par David Shore et diffusée du 16 novembre 2004 au 21 mai 2012 sur le réseau Fox et en simultané au Canada sur le réseau Global.
Cette série médicale, produite par Paul Attanasio, Katie Jacobs et Bryan Singer, a pour personnage central le Dr Gregory House, médecin misanthrope aux méthodes peu conventionnelles interprété par l'acteur anglais Hugh Laurie. À la tête du service de diagnostic de l'hôpital fictif Princeton Plainsboro, il résout à chaque épisode, avec l'aide de son équipe, un mystère médical posé par l'état d'un patient. Sa directrice, administratrice de l'hôpital et doyenne de la faculté, le docteur Lisa Cuddy (Lisa Edelstein), tente par ailleurs de gérer House et ses approches controversées avec l'aide du meilleur ami de celui-ci, le docteur en oncologie James Wilson (Robert Sean Leonard).
En France, la série est diffusée entre le 28 février 2007 et le 19 mars 2013 sur TF1 puis rediffusée à partir du 8 août 2013 sur HD1 en VM ; en Belgique, depuis le 6 août 2006 sur RTL-TVI et rediffusée depuis l'automne 2016 sur la RTBF en fin d'après-midi et sur Plug RTL ; au Québec depuis le 25 février 2006 sur Mystère/AddikTV et rediffusée en clair depuis le 4 avril 2007 sur le réseau TVA ; en Suisse, depuis le 16 août 2007 sur RTS Un.
Dr House a reçu un accueil très positif et fait de bons scores d'audimat pour ses premières saisons. Diffusée dans plus de 60 pays, la série est la plus regardée dans le monde en 2008. Elle a également reçu de nombreuses récompenses, dont des Golden Globes et des Emmy Awards. La série fait partie de l'édition 2012 du Livre Guinness des records en tant que « programme le plus populaire actuellement à la télévision », détrônant ainsi Les Experts : Miami.
La série — et en particulier son personnage principal — soulève des questions philosophiques d'éthique et des problématiques de déontologie médicale. Début 2012, la Fox annonce la fin de la série avec la huitième saison, le prix demandé par le producteur à la chaîne télévisée devenant trop élevé pour l'audience, tombée à moins de huit millions de téléspectateurs par épisode.

## Synopsis
Le docteur Gregory House, brillant médecin misanthrope et peu conventionnel, dirige une équipe de « diagnosticiens » (internistes en français) au sein de l'hôpital fictif de Princeton-Plainsboro dans le New Jersey. House, chef de l'unique service de diagnostic du pays, se montre souvent arrogant, cynique, anticonformiste et asocial. Il boite en raison d'une douleur chronique à la jambe droite due à un infarctus du muscle de la cuisse. Il utilise une canne et abuse de Vicodin, analgésique opiacé à base de paracétamol et d'hydrocodone, pour soulager sa douleur.
Avec son équipe, composée des docteurs Allison Cameron, Robert Chase et Eric Foreman, il est chargé d'éclaircir des mystères médicaux, lorsque d'autres médecins n'ont pu trouver la cause ou le traitement des symptômes que les patients présentent. Il doit également donner des consultations ouvertes au public, consultations dont le nombre et la fréquence sont souvent l'objet de tractations entre House et Cuddy, le premier ne tenant pas à perdre son précieux temps avec des cas trop simples. Contraint de recruter une nouvelle équipe au début de la quatrième saison, House engage Chris Taub, Remy Hadley et Lawrence Kutner, puis les docteurs Martha M. Masters, Jessica Adams et Chi Park dans les dernières saisons.
Souvent en conflit avec sa directrice, administratrice de l'hôpital et doyenne de la faculté, le Dr Lisa Cuddy, sur le plan médical tout comme sur les plans hiérarchique ou personnel, il compte sur le soutien fluctuant de son unique ami, le Dr James Wilson.

## Distribution

### Acteurs principaux
- Hugh Laurie (VF : Féodor Atkine) : Gregory House
- Lisa Edelstein (VF : Frédérique Tirmont) : Lisa Cuddy (saisons 1 à 7)
- Robert Sean Leonard (VF : Pierre Tessier) : James Wilson
- Omar Epps (VF : Lucien Jean-Baptiste) : Eric Foreman
- Jennifer Morrison (VF : Cathy Diraison) : Allison Cameron (saisons 1 à 6 - invitée saison 8)
- Jesse Spencer (VF : Guillaume Lebon) : Robert Chase
- Peter Jacobson (VF : Patrick Osmond) : Chris Taub (saisons 4 à 8)
- Olivia Wilde (VF : Caroline Pascal) : Remy Hadley alias « Numéro Treize » (saisons 4 à 7 - invitée saison 8)
- Kal Penn (VF : Nessym Guetat) : Lawrence Kutner (saisons 4 et 5 - invité saison 8)
- Amber Tamblyn (VF : Caroline Espargilière) : Martha M. Masters (saison 7 - invitée saison 8)
- Odette Annable (VF : Victoria Grosbois) : Jessica Adams (saison 8)
- Charlyne Yi (VF : Béatrice de La Boulaye) : Chi Park (saison 8)

Photos des acteurs principaux
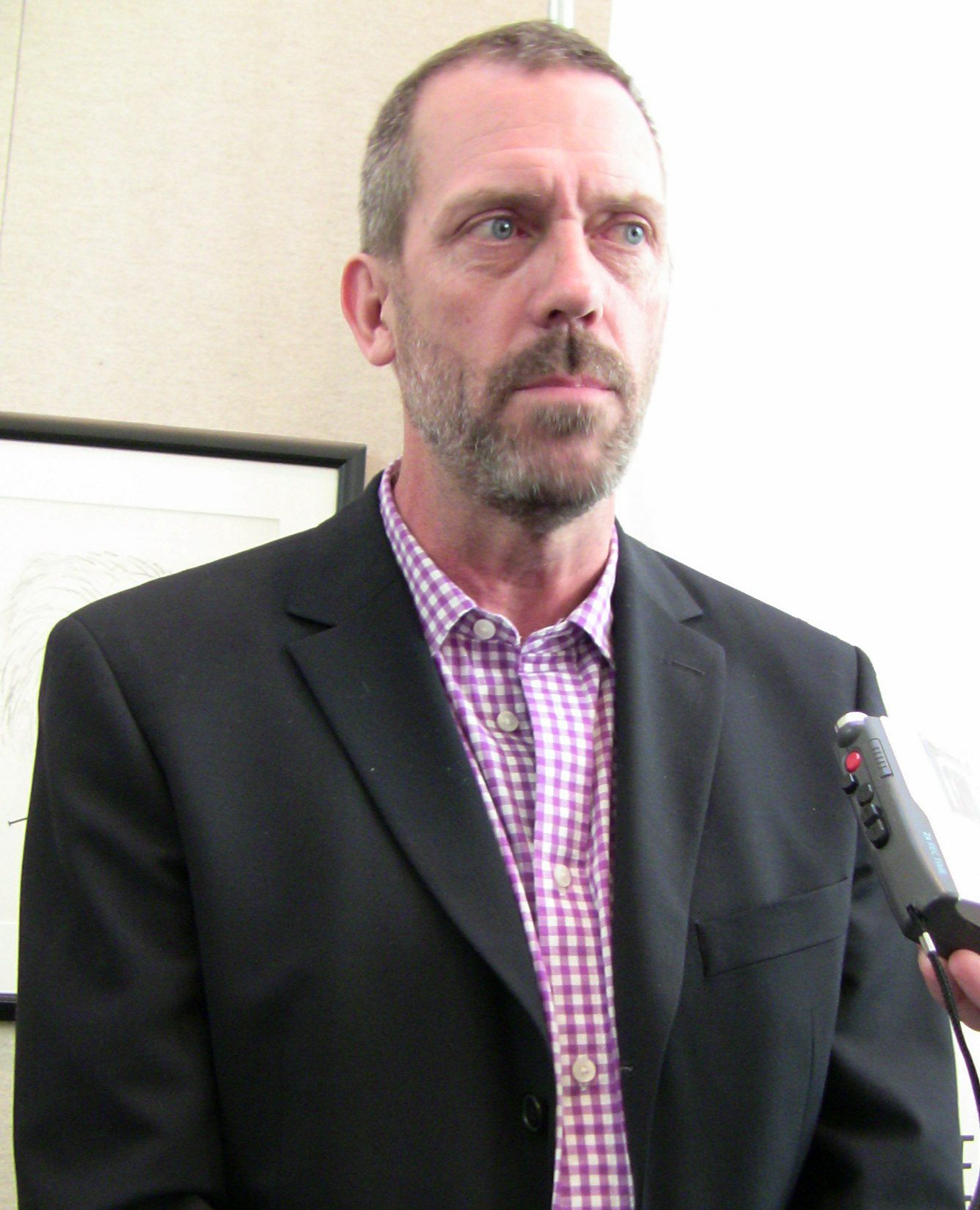
Hugh Laurie
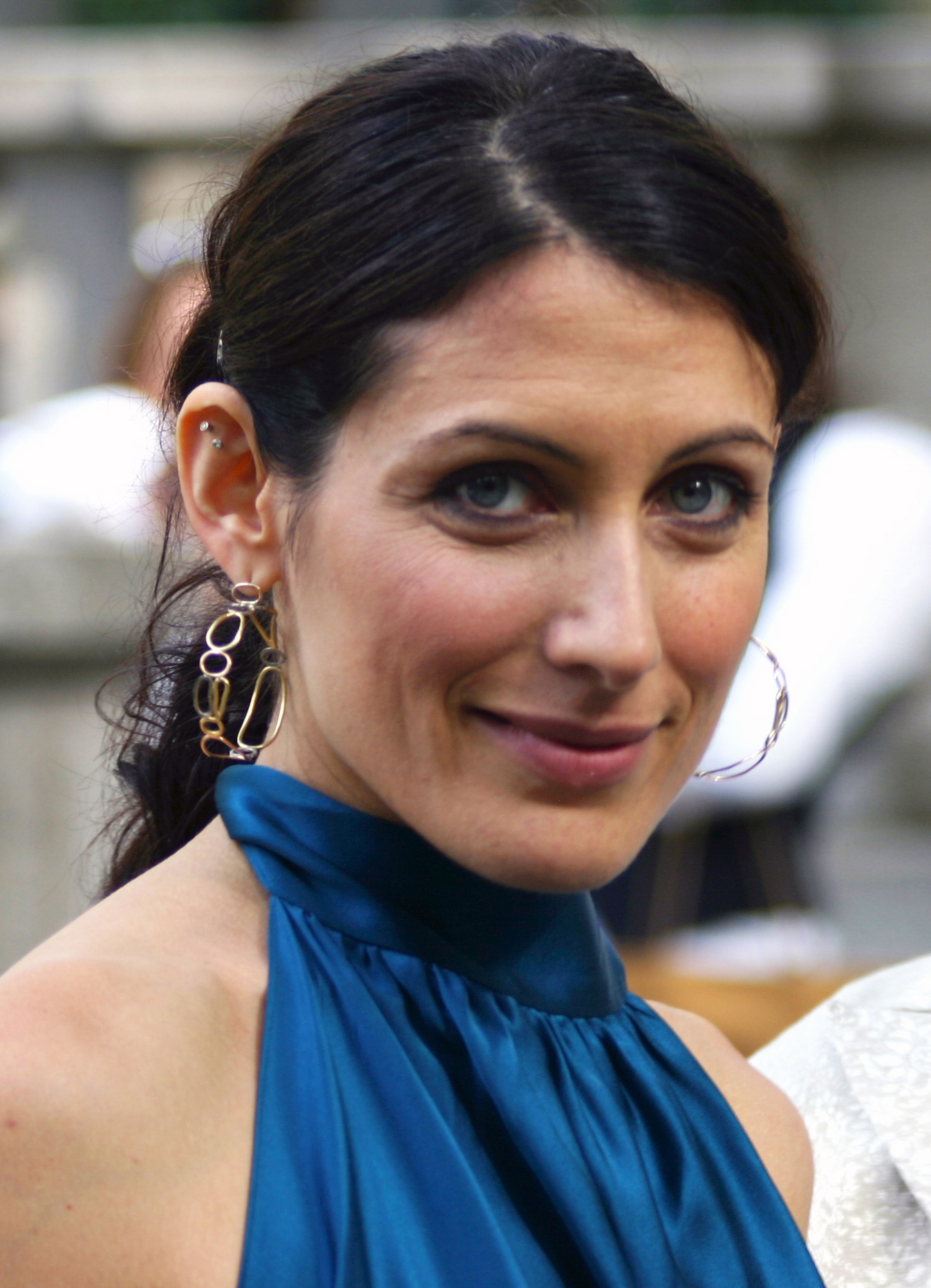
Lisa Edelstein
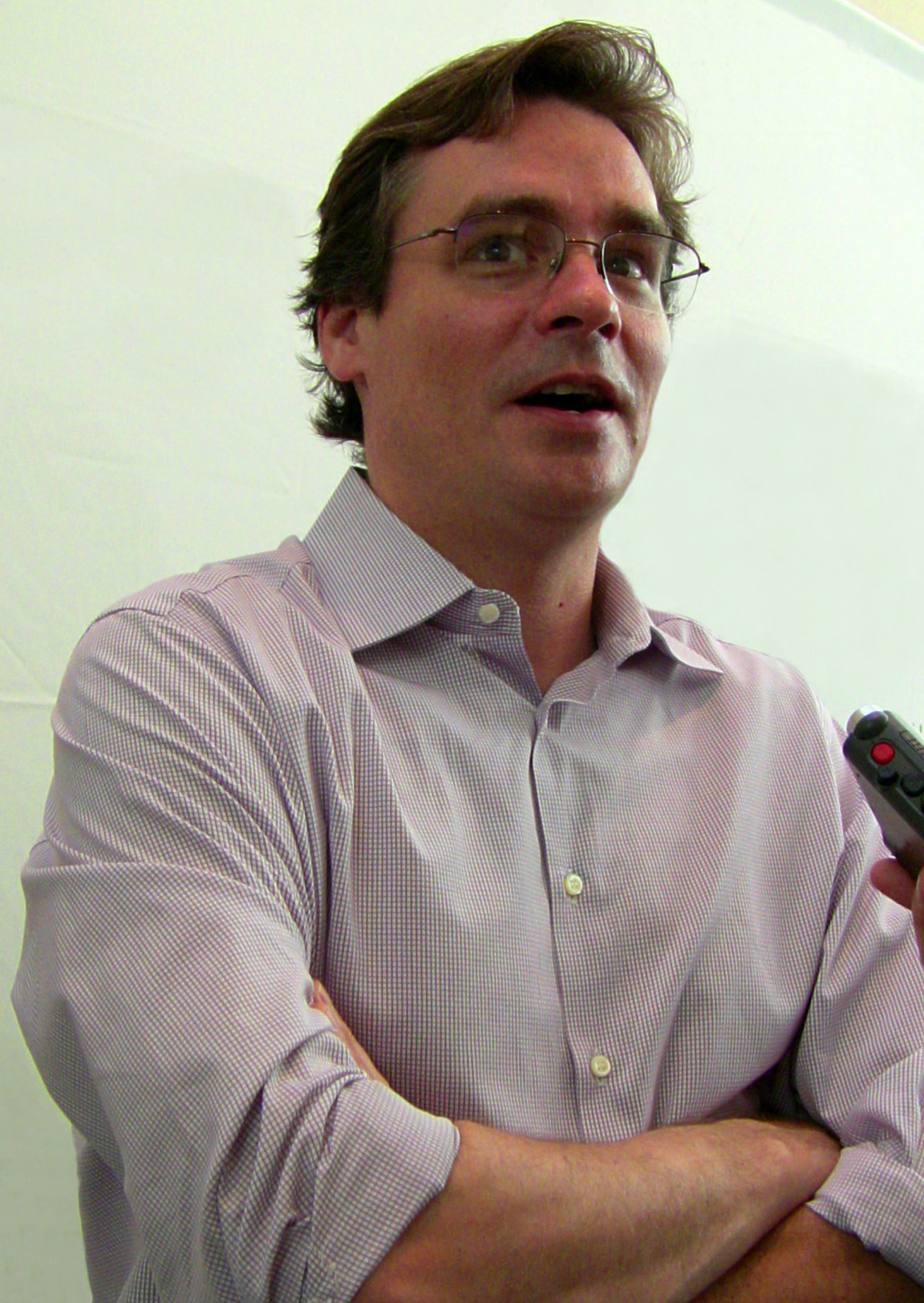
Robert Sean Leonard
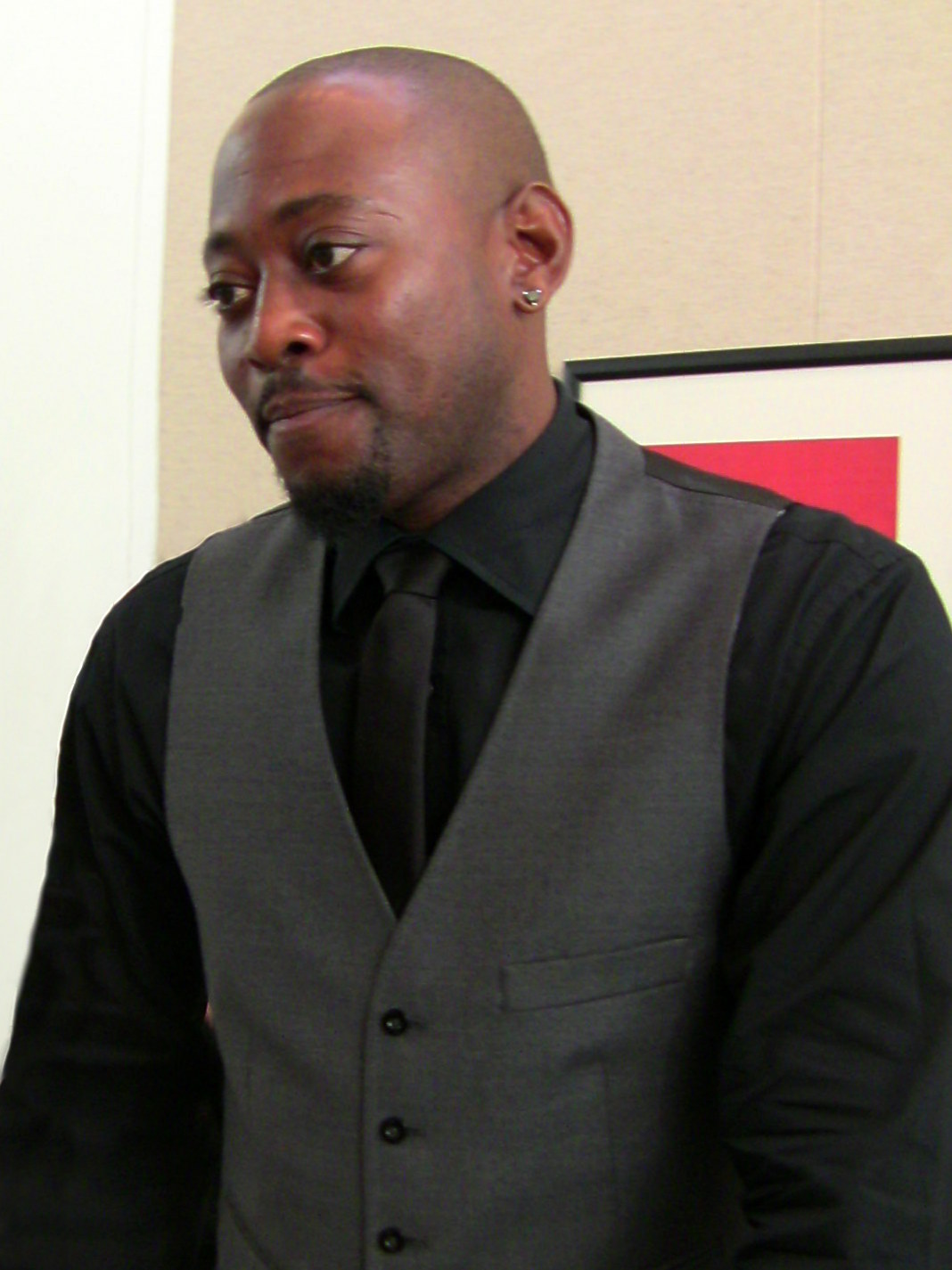
Omar Epps
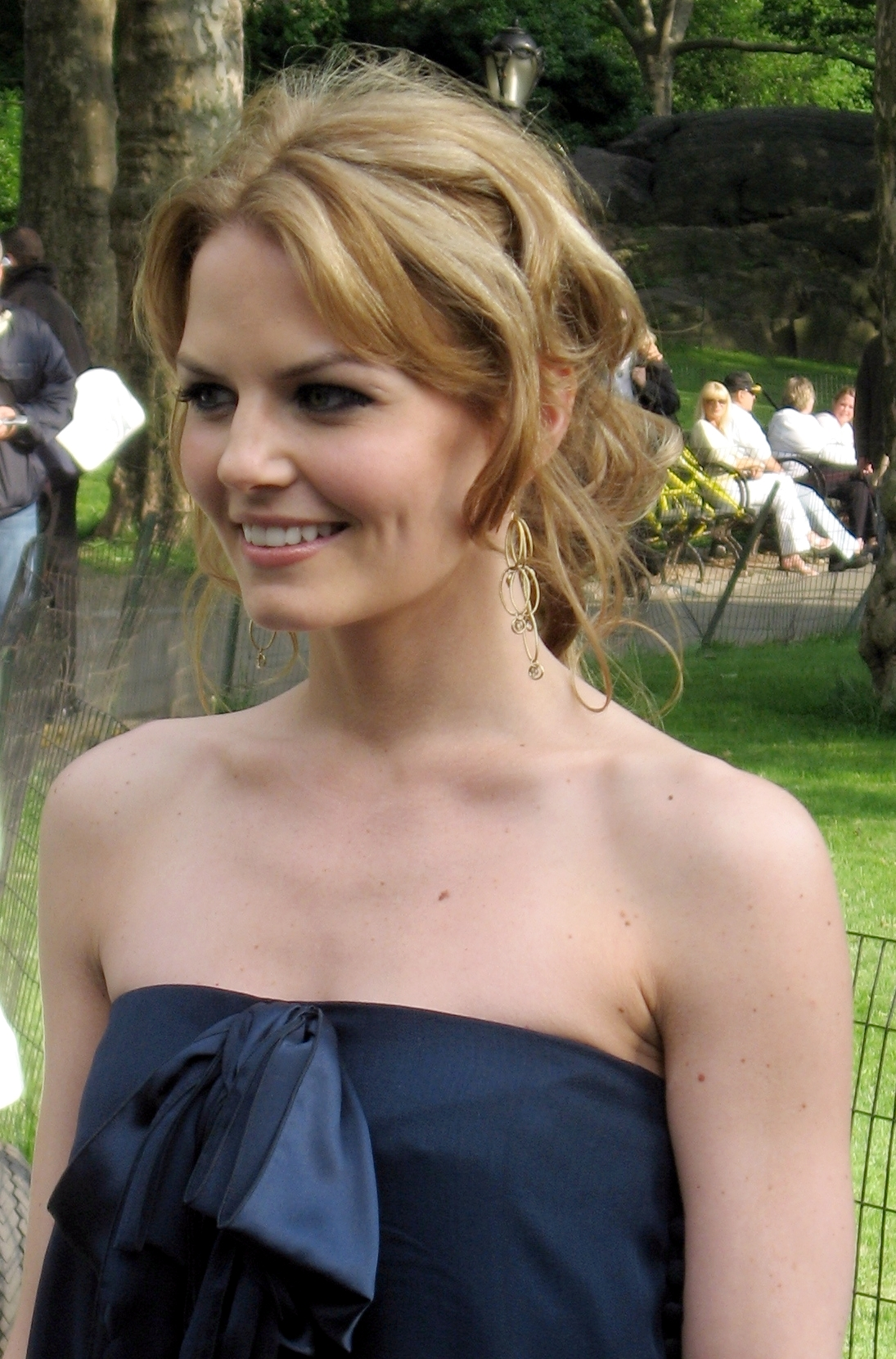
Jennifer Morrison
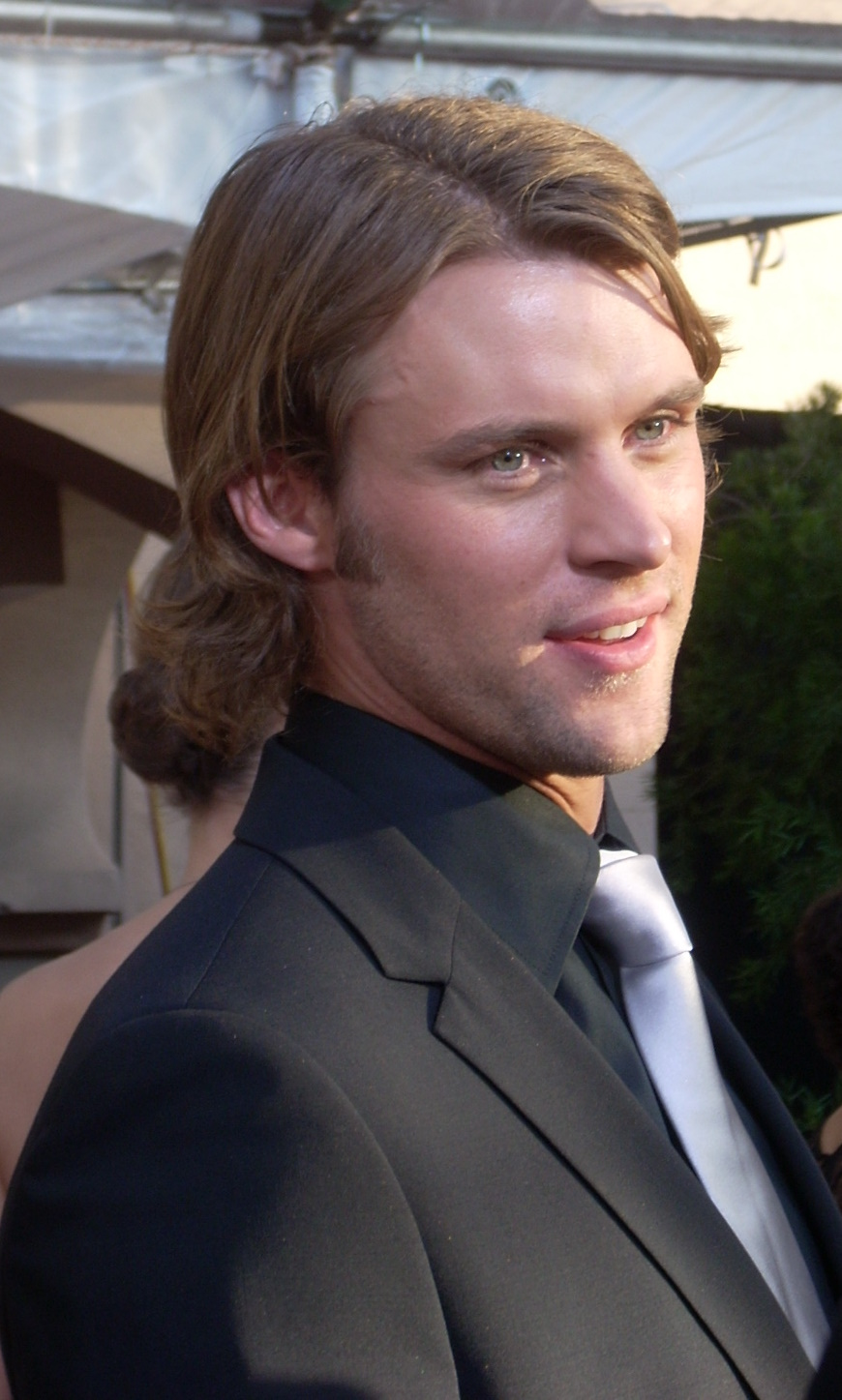
Jesse Spencer
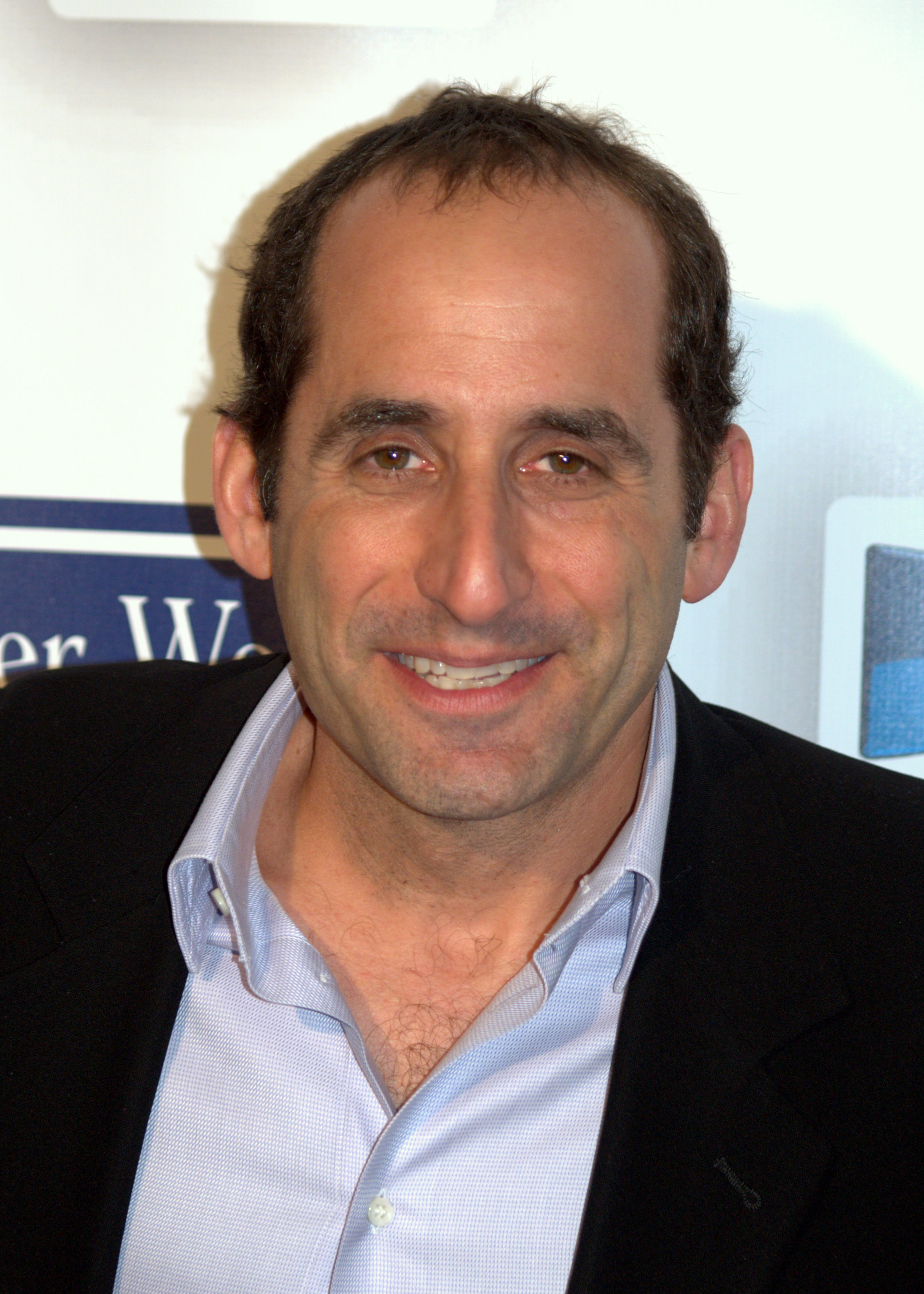
Peter Jacobson
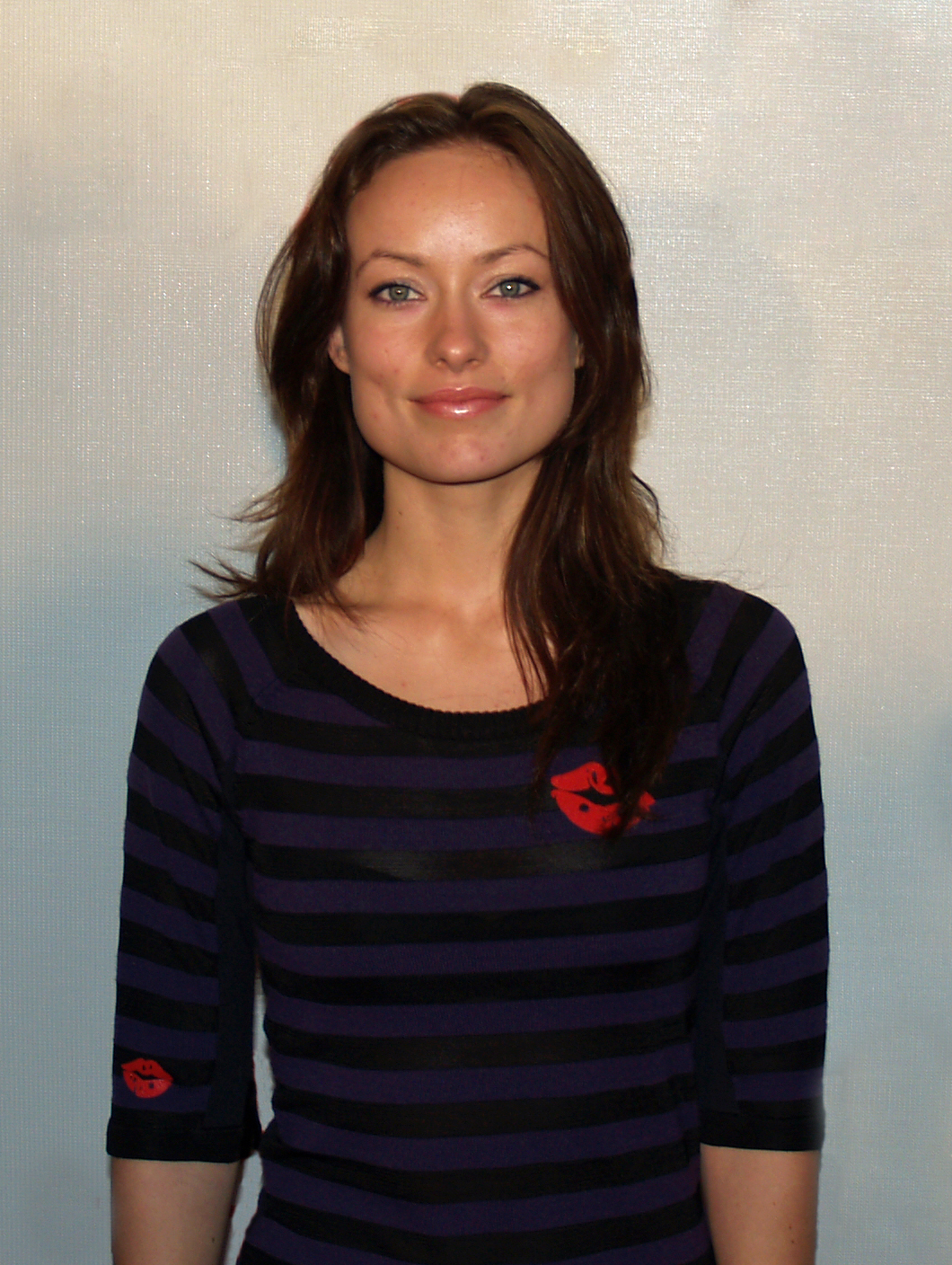
Olivia Wilde
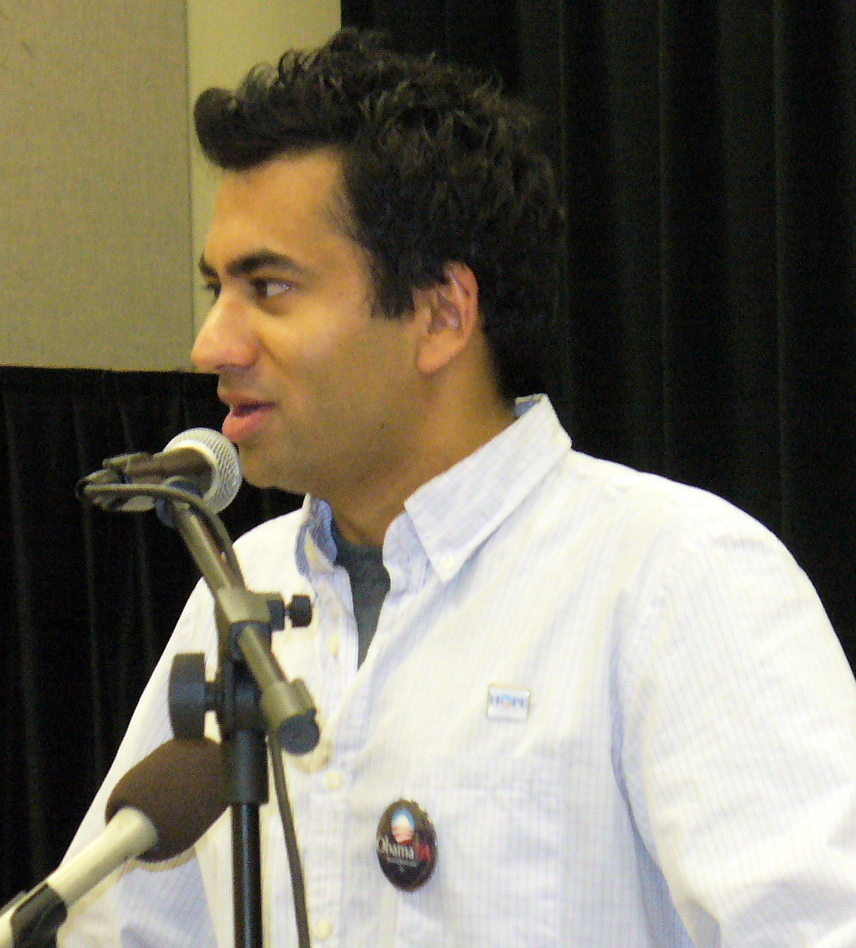
Kal Penn
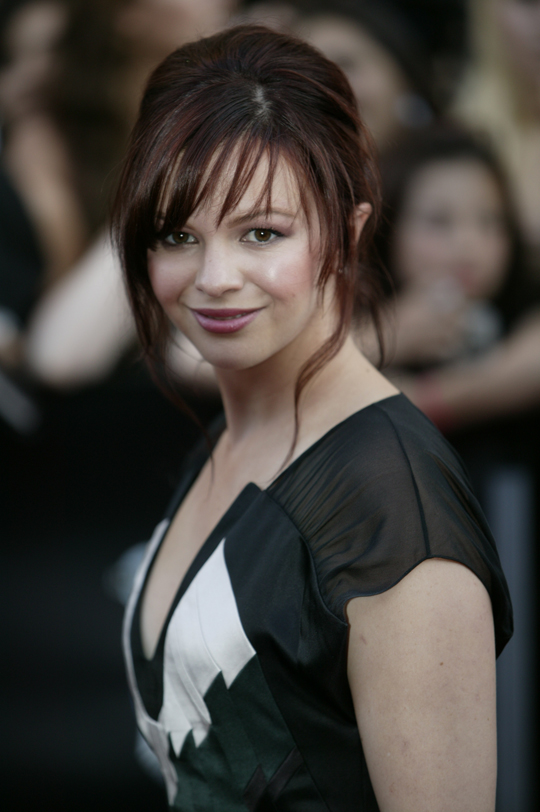
Amber Tamblyn
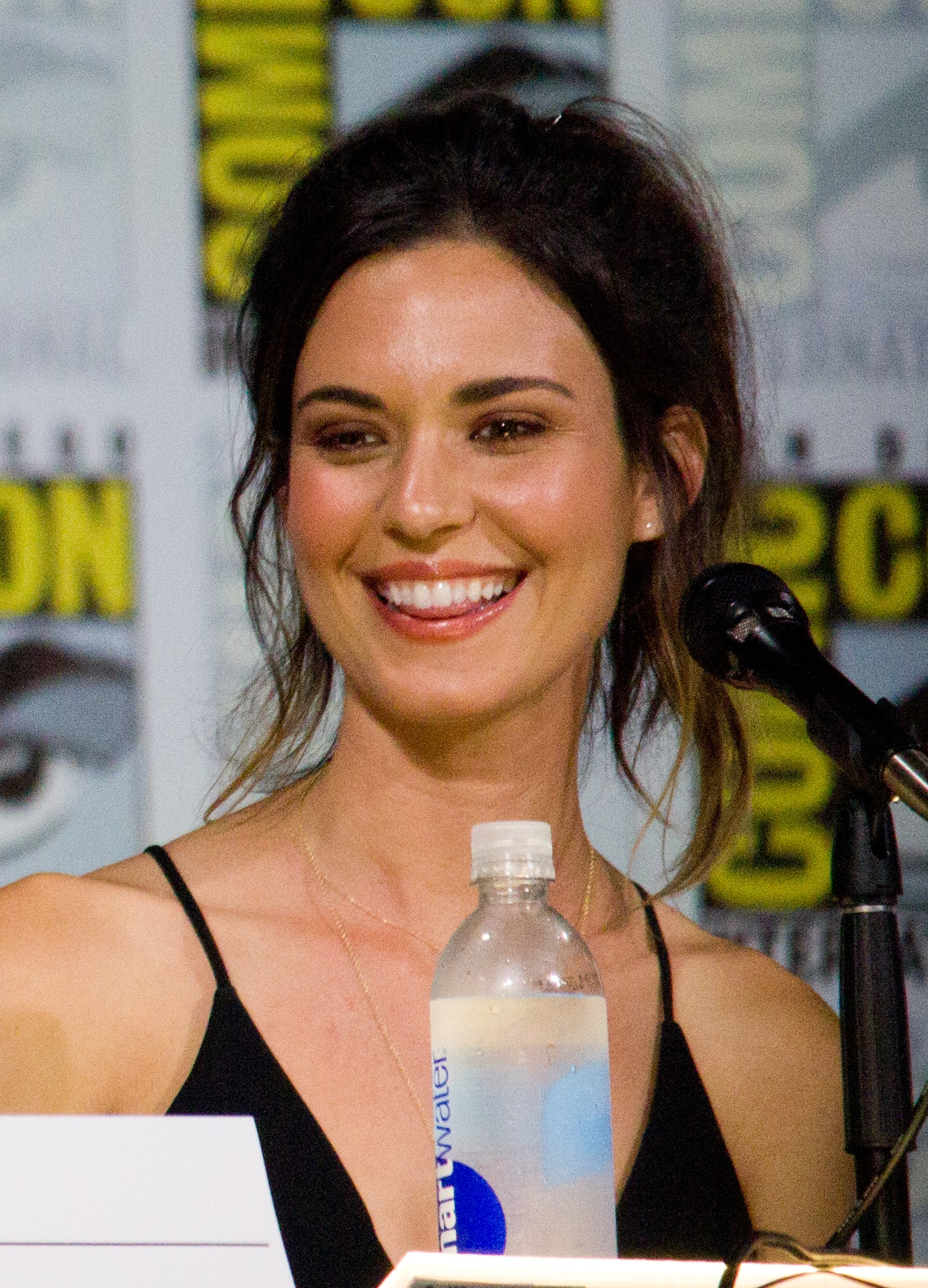
Odette Annable
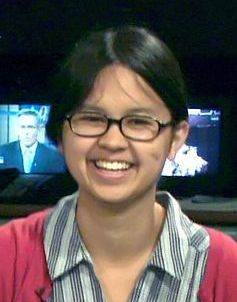
Charlyne Yi

### Acteurs secondaires
- Chi McBride (VF : Saïd Amadis) : Edward Vogler, milliardaire, président du conseil d'administration de l'hôpital (saison 1)
- Sela Ward (VF : Céline Monsarrat) : Stacy Warner, ex-compagne de House (saisons 1 et 2, invitée dernier épisode de la saison 8)
- Currie Graham (VF : Jean-Louis Faure) : Mark Warner, mari de Stacy (saisons 1 et 2)
- David Morse (VF : Bernard Lanneau) : Michael Tritter, policier ennemi de House (saison 3)
- Anne Dudek (VF : Laura Blanc) : Amber Volakis, « l'Abominable garce », candidate pour entrer dans l'équipe de House puis compagne de Wilson (saisons 4 et 5, invitée dernier épisode de la saison 8)
- Jennifer Crystal Foley : Rachel, femme de Taub (saisons 4 à 8)
- Michael Weston (VF : Christophe Lemoine) : Lucas Douglas, détective et compagnon de Cuddy (saisons 5 et 6)
- Andre Braugher (VF : Thierry Desroses) : Darryl Nolan, psychiatre de House (saison 6, puis invité dernier épisode de la saison 8)
- Cynthia Watros (VF : Véronique Picciotto) : Samantha Carr, première ex-femme de Wilson (saisons 6 et 7)
- Candice Bergen (VF : Evelyn Séléna) : Arlene Cuddy, la mère de Cuddy (saison 7)
- R. Lee Ermey : John House, père de Gregory House

## Personnages
| Personnage                          | Acteur              | Position(s) | Spécialité(s)                                                                              |
| ----------------------------------- | ------------------- | --- | ------------------------------------------------------------------------------------------ |
| Gregory House                       | Hugh Laurie         | - Chef du service diagnostic | - Maladies infectieuses - Néphrologie - Médecine interne                                   |
| Lisa Cuddy                          | Lisa Edelstein      | - Directrice administrative de l'hôpital Princeton-Plainsboro - Doyenne de la faculté - Membre du conseil de l'hôpital Princeton-Plainsboro - Membre du comité de greffe d'organe | - Endocrinologie                                                                           |
| James Wilson                        | Robert Sean Leonard | - Chef du service d'oncologie - Membre du conseil de l'hôpital Princeton-Plainsboro - Membre du comité de greffe d'organe | - Oncologie                                                                                |
| Eric Foreman                        | Omar Epps           | - Médecin dans le service diagnostic (saisons 1 à 6) - Chef du service diagnostic à l'hôpital de New York Mercy (saison 4, épisodes 1 à 3) - Chef du service diagnostic à l'hôpital Princeton-Plainsboro (saison 6, épisodes 3 à 6) - Directeur administratif de l'hôpital Princeton-Plainsboro (saison 8) - Doyen de la faculté (saison 8) | - Neurologie - Médecine interne                                                            |
| Allison Cameron                     | Jennifer Morrison   | - Médecin dans le service diagnostic (saisons 1 à 3 puis saison 6) - Chef du service des urgences (saisons 4 à 6) | - Immunologie - Allergologie - Médecine interne                                            |
| Robert Chase                        | Jesse Spencer       | - Médecin dans le service diagnostic (saisons 1 à 3 puis saisons 6 à 8) - Chirurgien (saison 4 à 6) - Chef du service diagnostic (fin saison 8) | - Cardiologie - Chirurgie - Médecine d'urgence - Médecine interne                          |
| Chris Taub                          | Peter Jacobson      | - Médecin dans le service diagnostic (saison 4 à 8) - Consultant dans un cabinet de chirurgie esthétique (saison 6, épisode 8) | - Chirurgie plastique                                                                      |
| Remy Hadley, dite « Numéro Treize » | Olivia Wilde        | - Médecin dans le service diagnostic (saisons 4 à 7) | - Médecine interne                                                                         |
| Lawrence Kutner                     | Kal Penn            | - Médecin dans le service diagnostic (saisons 4 et 5) | - Médecine du sport                                                                        |
| Martha M. Masters                   | Amber Tamblyn       | - Étudiante en médecine dans le service diagnostic (saison 7) | - Docteur en mathématiques appliquées - Docteur en histoire de l'art - Interne en médecine |
| Jessica Adams                       | Odette Annable      | - Médecin pénitentiaire - Médecin dans le service diagnostic (saison 8) | - Médecine interne                                                                         |
| Chi Park                            | Charlyne Yi         | - Étudiante en neurologie - Médecin dans le service diagnostic (saison 8) | - Neurologie                                                                               |

## Épisodes
Saison 1
L'épisode pilote Les Symptômes de Rebecca Adler présente les personnages de l'équipe de House et pose les bases des relations entre House et Wilson, ainsi que des sentiments de Cameron pour son patron. Dans À bout de nerfs, la toxicomanie de House au Vicodin est évoquée. Dans Changement de direction et Sacrifices, House est confronté au nouvel administrateur de l'hôpital, Edward Vogler, un milliardaire qui veut se débarrasser de House, finalement défendu par Cuddy, ce qui pousse Vogler à quitter la direction de l'hôpital. À la fin de la saison, dans Cours magistral, on apprend d'où vient la douleur de House, et son ancienne compagne, Stacy Warner, réapparaît pour lui demander son aide au bénéfice de son mari, Mark Warner.
Saison 2
Dans l'épisode Fils à papa, on apprend que House a des relations difficiles avec ses parents, et, dans La Course au mensonge, House et Stacy se rapprochent à nouveau, obligeant Stacy à choisir entre House et son mari ; repoussée par House, elle finit par repartir avec ce dernier. Dans Partie de chasse, Chase et Cameron, se retrouvent dans le même lit alors qu'elle est sous l'influence de drogues. Dans le double épisode De l'autre côté et Au suivant…, Foreman est infecté par un patient et sa vie est menacée ; il contamine à son tour Cameron sur un coup de colère, et finit par subir une craniotomie, ce qui perturbe un temps ses sens. Dans le dernier épisode, House à terre, House est abattu par le mari d'une ancienne patiente, et Cuddy et Wilson décident de tenter un traitement à la kétamine dans l'espoir que sa douleur à la jambe disparaisse, sans l'en informer.
Saison 3
Initialement, la douleur à la jambe de House semble avoir disparu, mais Cuddy et Wilson essayent en plus de traiter le caractère de House en ignorant volontairement ses intuitions habituelles concernant ses cas. Le traitement à la kétamine finit par ne plus faire effet, et House reprend sa consommation de Vicodin. Dans L'Amour de sa vie, Michael Tritter, un détective de police, arrête House pour détention de drogue, et soumet tout le service à une surveillance et une pression constante. Wilson et House se retrouvent inculpés pour mauvaise pratique médicale, avant d'être acquittés à la suite du faux témoignage de Cuddy dans Cœurs brisés. Dans Dernier Espoir, Foreman et Cameron démissionnent et Chase est viré par House.
Saison 4
House, après avoir traité totalement seul un premier cas, est contraint par Cuddy d'engager une nouvelle équipe. Il décide d'en faire un entretien d'embauche longue durée, faisant se confronter une quarantaine de candidats, progressivement éliminés pour n'en garder que trois dans Les jeux sont faits, Lawrence Kutner, Chris Taub et Numéro Treize, Foreman ayant été de plus réintégré après avoir été l'homologue de House au New York Mercy Hospital. L'une des candidates exclues, Amber Volakis, commence une relation avec Wilson, mais, dans l'épisode Dans la tête de House…, elle a un accident de bus avec House et meurt tragiquement dans l'épisode … Dans le cœur de Wilson. Celui-ci s'éloigne de House à la suite de cette tragédie. On apprend aussi que Numéro Treize est atteinte de la maladie de Huntington, qui la condamne à court terme.
Saison 5
Dans Cancer es-tu là ?, House engage un détective privé, Lucas Douglas, pour espionner Wilson, qui a décidé de quitter l'hôpital. Dans L'Origine du mal, John House décède, et Wilson réapparaît pour accompagner House de force à l'enterrement de son père. Il y apprend que House sait depuis son adolescence que John n'était pas son père. Dans Manger bouger, Numéro Treize entre dans une étude clinique dirigée par Foreman sur un traitement expérimental de la chorée de Huntington, et tous les deux commencent à nouer une relation sentimentale. Dans Le Divin Enfant, Cuddy, qui cherchait depuis longtemps à avoir un enfant, est enfin en mesure d'adopter l'enfant tant attendu. Dans l'épisode Il n'y a rien à comprendre, Kutner se suicide pour des raisons inconnues : ce brusque évènement ébranle l'équipe et bouleverse secrètement House, qui commence à avoir des hallucinations, en particulier de Amber, et, dans À fleur de peau, il imagine avoir été sevré de sa dépendance au Vicodin et avoir eu des relations sexuelles avec Cuddy. Dans le dernier épisode, La Stratégie de l'inconscient il se rend compte que ce n'était que des hallucinations et admet pour la première fois qu'il a besoin d'arrêter de consommer des antalgiques. Il est admis dans un hôpital psychiatrique, tandis que Chase et Cameron se marient.
Saison 6
La saison commence par le double épisode Toucher le fond et refaire surface et débute par le séjour de House à l'hôpital psychiatrique de Mayfield pour son sevrage, où il en profite pour tenter de trouver des moyens d'être heureux et d'améliorer ses rapports avec les autres. Avant de récupérer sa licence médicale, House est placé sous la supervision de Foreman, nommé à la tête du département diagnostic de l'hôpital dans l'épisode Comme un chef ; le nouveau statut de celui-ci influe sur sa relation avec Numéro Treize, et il décide de la renvoyer. House finit par retrouver son droit d'exercer dans Classé X et Numéro Treize réintègre l'équipe, alors que Chase et Cameron sont aussi réadmis. Cette dernière préfère toutefois quitter l'hôpital, après avoir appris que son mari a tué volontairement un patient dans l'épisode Le Serment d'Hippocrate ; elle en rend également responsable House. House admet son attirance pour Cuddy, mais découvre que celle-ci a commencé une relation avec Lucas dans Les Mots pour ne pas le dire. House et Wilson achètent un appartement et y habitent ensemble pendant quelque temps, jusqu'au retour de la première femme de Wilson, Sam, dans Amour courtois. Dans le dernier épisode, Sauvez-moi, House et Cuddy décident finalement de tenter une relation.

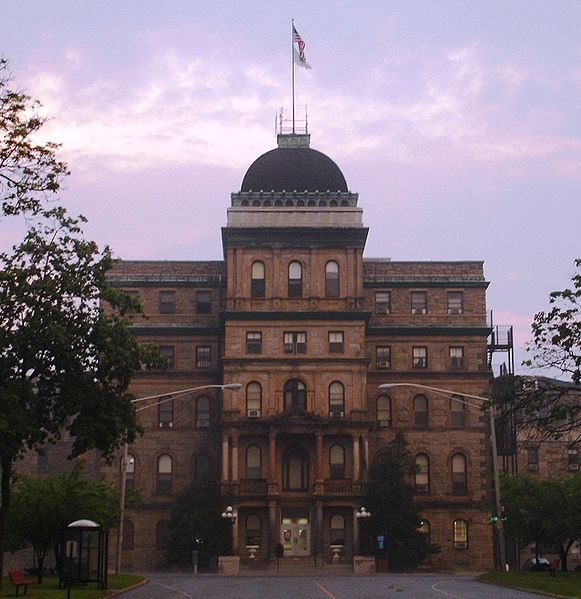
Le Greystone Park Psychiatric Hospital à Parsippany.

Saison 7
La saison débute quelques minutes après la fin de la saison précédente : House et Cuddy se sont avoué leurs sentiments mutuels. Dans On fait quoi maintenant ?, l'un et l'autre veulent faire en sorte que leur relation fonctionne, mais se heurtent à des obstacles du quotidien : leurs liens hiérarchiques au Princeton Plainsboro, les habitudes de House, la fille de Cuddy… Ils reçoivent néanmoins le soutien de l'équipe et de Wilson. Numéro Treize a disparu sans explication — elle est en fait emprisonnée pour avoir détourné des médicaments, qu'elle a utilisés pour euthanasier son frère, lui aussi atteint de la maladie de Huntington (Mise au jour) — et c'est une jeune étudiante surdouée, Martha Masters, qui la remplace jusqu'au 19e épisode Enfreindre les règles. La relation de House et Cuddy s'effrite quand Cuddy tombe malade ; incapable de surmonter son angoisse, House replonge dans les antalgiques. Il s'enferme dans le travail et finit par risquer sa vie en utilisant un médicament expérimental pour tenter de guérir sa jambe. Il épouse également une immigrée russe, Dominika Patrova, afin de rendre jalouse Cuddy, alors que le mariage est blanc. Dans le dernier épisode, dans Passer à autre chose, il s'enfuit après avoir détruit le salon de Cuddy avec sa voiture.
Saison 8
La saison reprend avec 5 jours à tirer, onze mois après la fuite (3 mois à l'étranger et 8 de prison) de House, qui est maintenant en prison pour avoir détruit le salon de Cuddy. Il est libéré pour bonne conduite sous la supervision de Foreman, qui a remplacé Cuddy dans ses fonctions (Second Souffle). Outre les cas médicaux mystérieux dont il a la charge, House va devoir reconstruire son équipe et le service diagnostic malgré son bracelet de surveillance. On lui impose la jeune Chi Park, encore étudiante, et la médecin de la prison, Jessica Adams, le suit après avoir perdu son poste à cause de lui. Il doit également cohabiter six mois avec sa « femme » Dominika, et apprend que sa mère s'est remariée avec celui qui pourrait être son véritable père. Il finit par s'habituer à Dominika, mais celle-ci le quitte définitivement lorsqu'il lui cache qu'elle a obtenu sa carte verte. À la fin de l'épisode Terreurs nocturnes, Wilson apprend qu'il est atteint d'un cancer du thymus. Chase part lui aussi du service à la fin de l'épisode Post-mortem. À la fin de la série, Wilson décide d'arrêter son traitement ; House, qui est sous la menace d'une suspension de sa liberté provisoire, se fait passer pour mort auprès de tous, afin de pouvoir accompagner son ami dans ses derniers mois. Chase reprend son poste.

## Thèmes

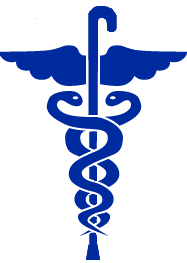
Représentation graphique du logo Snakes on a cane de la saison 6 de Dr House.

### Toxicomanie

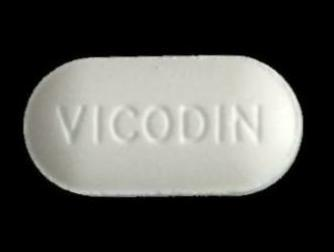
Un comprimé de Vicodin.

### Houseisms

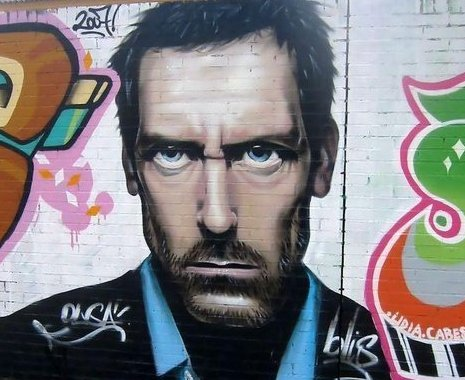
Un graffiti représentant House sur un mur de Séville, en Espagne, symbole du phénomène House.

## Fiche technique
Sauf mention contraire, les informations ci-dessous sont issues de la page Full cast and crew sur l'Internet Movie Database.

### Équipe technique
- Création : David Shore[6]
- Réalisation : Greg Yaitanes, Deran Sarafian, David Straiton, Daniel Attias, Daniel Sackheim, Miguel Sapochnik, David Platt, Matt Shakman, Juan José Campanella, Katie Jacobs, Andrew Bernstein, Sanford Bookstaver, Peter O'Fallon, Fred Gerber, David Semel, Lesli Linka Glatter, Bryan Singer (pilote), Newton Thomas Sigel, Bryan Spicer, Frederick King Keller, David Shore, James Hayman, Martha Mitchell, Hugh Laurie, Tucker Gates, Tim Southam, Laura Innes, Paul McCrane, Keith Gordon
- Scénario : David Shore, Peter Blake, David Foster, Thomas L. Moran, Russel Friend, Garrett Lerner, Liz Friedman, Sara Hess, Doris Egan, David Hoselton, Eli Attie, John C. Kelley, Pam Davis, Leonard Dick, John Mankiewicz, Matt Witten, Matthew V. Lewis, Seth Hoffman, Kath Lingenfelter, Sara B. Cooper, Dustin Paddock, Marqui Jackson
- Production : 
  - Producteurs : Gerrit van der Meer, Paul Attanasio, Peter Blake, Katie Jacobs, Marcy G. Kaplan, Thomas L. Moran, David Shore, Bryan Singer, Russel Friend, Garrett Lerner, Allen Marshall Palmer, Liz Friedman, Lawrence Kaplow, Doris Egan, Eli Attie, David Foster, David Hoselton, Sara Hess, Greg Yaitanes, Hugh Laurie, John Mankiewicz, Daniel Sackheim, Deran Sarafian, David Semel, etc.
  - Sociétés de production : Heel & Toe Films, Shore Z Productions, Bad Hat Harry Productions, Moratim Produktions et en association avec NBC Universal Television (2004-2007) Universal Media Studios (depuis 2007)
- Photographie : Gale Tattersall, Roy H. Wagner, Anthony Gaudioz, Walt Lloyd ; Newton Thomas Sigel (pilote)
- Montage : Dorian Harris, Chris Brookshire, Amy M. Fleming, Kimberly Ray, etc. ; Elliot Graham (pilote)
- Casting : Amy Lippens, Stephanie Laffin, Janelle Scuderi
- Effets visuels : Elan Soltes
- Décors : Jeremy Cassells, Derek R. Hill, Mark Hutman, Natalie Weinmann
- Costumes : Cathy Crandall
- Musique : Jason Derlatka et Jon Ehrlich ; Christopher Hoag (pilote)
  - Générique : Teardrop de Massive Attack
- Conseil médical : Harley Liker, Lisa Sanders, Bobbin Bergstrom

### Spécifications techniques
- Pays d'origine :  États-Unis
- Années de diffusion : 2004 – 2012
- Diffuseur : Fox
- Durée des épisodes : 42 minutes
- Lieux de tournage : Los Angeles (CA) : 20th Century Fox Studios ; Princeton (NJ) pour les vues aériennes
- Format : filmé en 35 mm puis numérique avec des caméras Arricam LT et ST, Cooke S4, Angénieux Optimo Lenses et Canon EOS 5D Mark II ; diffusé en 1.78 : 1 puis 16:9 HD et TVHD avec un son Dolby Digital
- Doublage : Mediadub International[7]; direction artistique : Nathalie Raimbault ; adaptation des dialogues : Sophie Désir et Valérie Marchand

## Développement

### Conception

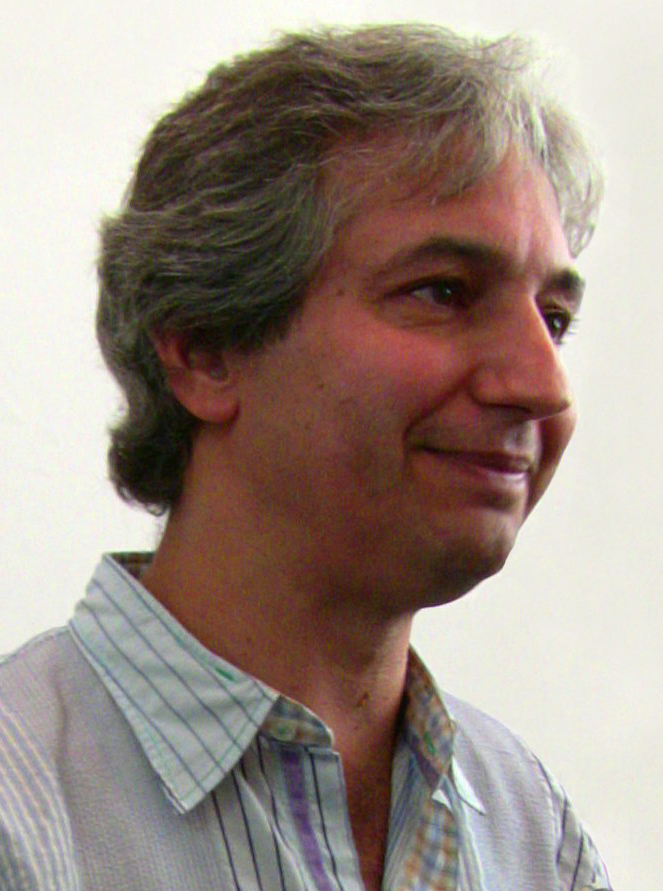
David Shore, créateur de la série.

En 2004, les cocréateurs David Shore et Paul Attanasio, ainsi que Katie Jacobs, ont présenté à la Fox une série médicale « whodunit » (sans titre à l'époque) dans le style des Experts, un « polar à l'hôpital » où les médecins enquêtent sur des symptômes et leurs causes. Attanasio dit avoir été inspiré pour créer une série médicale procédurale (une intrigue par épisode) par un éditorial du New York Times Magazine intitulé Diagnosis (« diagnostics » en français) et rédigé par le docteur Lisa Sanders. La Fox a acheté la série, mais la présidente de la chaîne d'alors, Gail Berman, a déclaré à l'équipe de création : « je veux une série médicale, mais je ne veux pas voir de blouse blanche dans les couloirs,. »
La série ainsi programmée a initialement pris le titre de production de Chasing Zebras, Circling the Drain : « Chasing Zebras », littéralement « à la poursuite des zèbres », est un terme d'argot médical pour un diagnostic inhabituel ou obscur,, tandis que « Circling the Drain » se réfère aux cas de patients en phase terminale, dans un phénomène de descente irréversible vers la mort, pouvant être traduit en français par « avec un pied dans la tombe ». Le principe original de la série était de présenter une équipe de médecins travaillant ensemble pour essayer de « diagnostiquer l'indiagnosticable ». Shore a estimé qu'il était important d'avoir un personnage central intéressant, qui pourrait examiner les caractéristiques personnelles des patients et diagnostiquer leurs maux par la découverte de leurs secrets et de leurs mensonges.
Alors que Shore et le reste de l'équipe de création explorent les possibilités du personnage, le concept de la série devient moins une procédure policière diagnostique qu'une histoire centrée sur le rôle principal. Le personnage est nommé « House » et il donne finalement son nom à la série. Shore a par la suite développé les personnages plus en profondeur et écrit le scénario de l'épisode pilote (intitulé Pilot en anglais, et Les Symptômes de Rebecca Adler dans l'adaptation française). Il explique que les scénarios de plusieurs épisodes sont basés sur les travaux de Berton Roueché, chroniqueur pour The New Yorker entre 1944 et 1994, qui s'est spécialisé dans les éléments inhabituels de la médecine.
Shore a également adapté le concept du personnage-titre à sa propre expérience en tant que patient dans un hôpital universitaire. Shore avait alors pris rendez-vous pour une douleur à la hanche, mais, arrivé à l'hôpital, la douleur avait disparu : « je savais que, dès que j'aurais tourné les talons, ils se moqueraient de moi. J'ai pensé qu'il serait intéressant de voir un personnage qui le ferait en présence du patient avant que celui-ci ait quitté la salle d'examen,. » Un élément central de la série est que le personnage principal serait en quelque sorte handicapé : à l'origine, House devait se déplacer en fauteuil roulant, mais Fox a rejeté cette option. Katie Jacobs a par la suite exprimé sa gratitude envers la chaîne d'avoir refusé l'idée originale, refus ayant conduit les scénaristes à repenser le personnage : le mettre sur ses pieds lui a offert une présence physique cruciale. Les scénaristes choisissent alors de présenter un House boiteux, conséquence d'un diagnostic erroné l'obligeant à se servir d'une canne et lui causant des douleurs chroniques, qui ont elles-mêmes entraîné une addiction aux antalgiques opiacés. Le script original évoquait un acteur connu de 34 ans dans le rôle-titre, mais Shore a déclaré qu'un médecin ressemblant à Brad Pitt n'aurait pas eu l'air convaincant.

« House est un personnage tellement abîmé ! Il est un narrateur tellement peu fiable que son image d'enfoiré total est démentie par la chaleur et la générosité de son visage. […] Si vous regardez son visage alors qu'il peut être en train de dire la pire chose que vous ayez entendue, vous savez qu'il est à l'intérieur quelqu'un de profondément prévenant. Même s'il ne prend pas soin de vous en tant qu'individu, il se soucie d'une idée qui se révèle être importante pour vous, et qui va déterminer ce qui se passe. Je pense que le génie de Hugh Laurie vient du fait qu'il est capable de faire ressortir cette dualité. »

— Lisa Sanders

#### Références à Sherlock Holmes

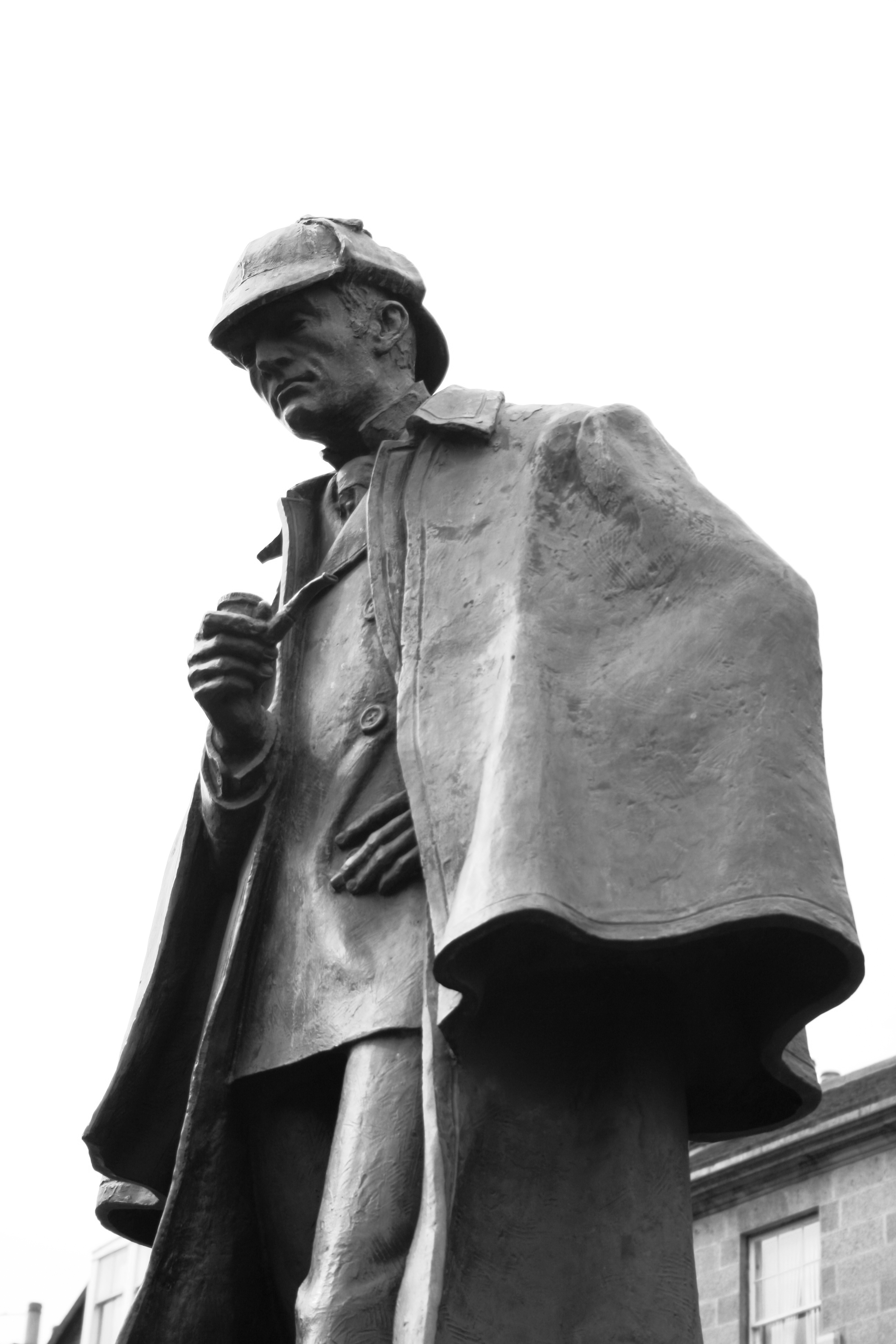
Sherlock Holmes a servi d'inspiration pour la création du personnage de Gregory House.

### Production

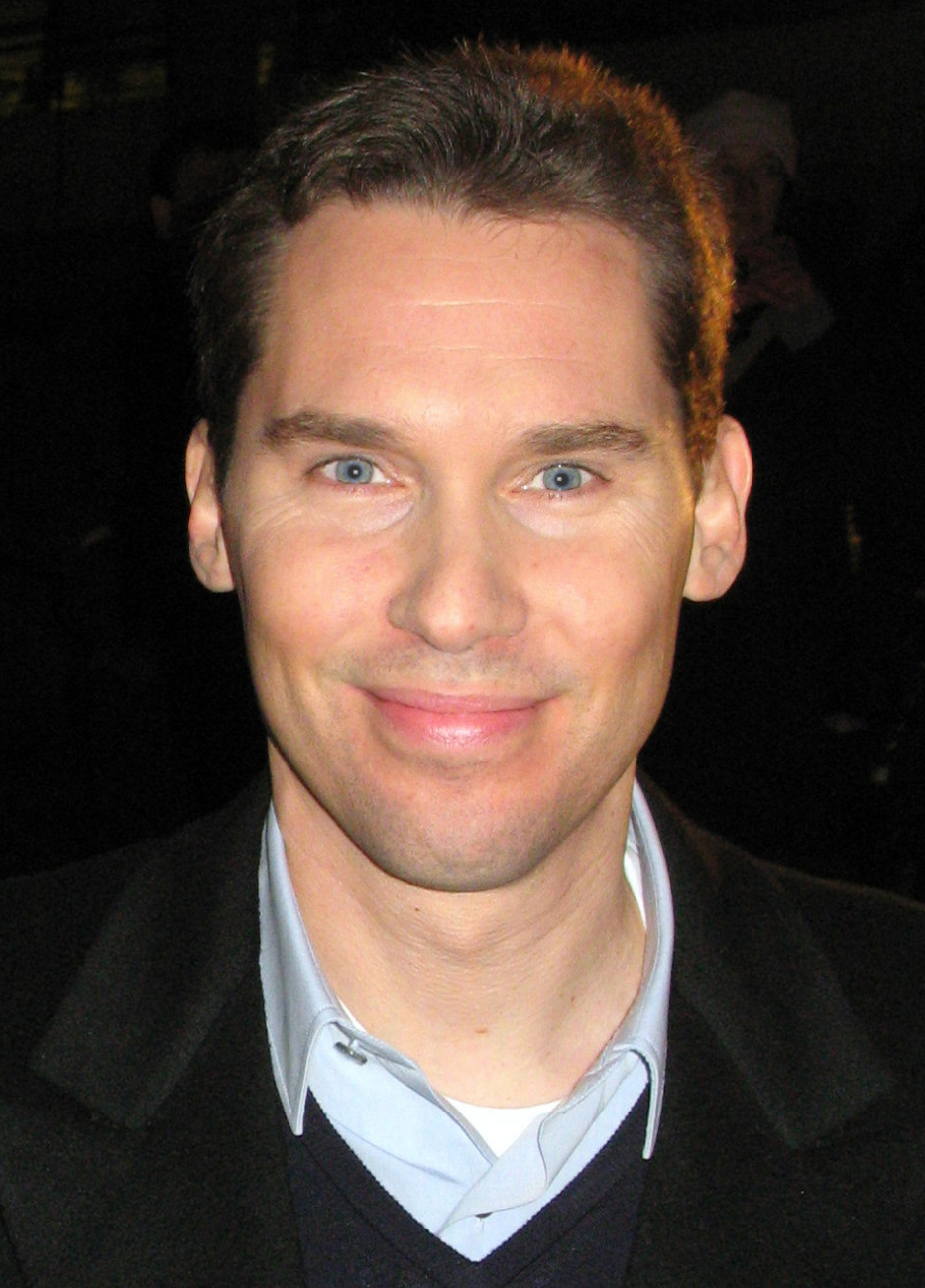
Bryan Singer, réalisateur et producteur exécutif.

### Casting

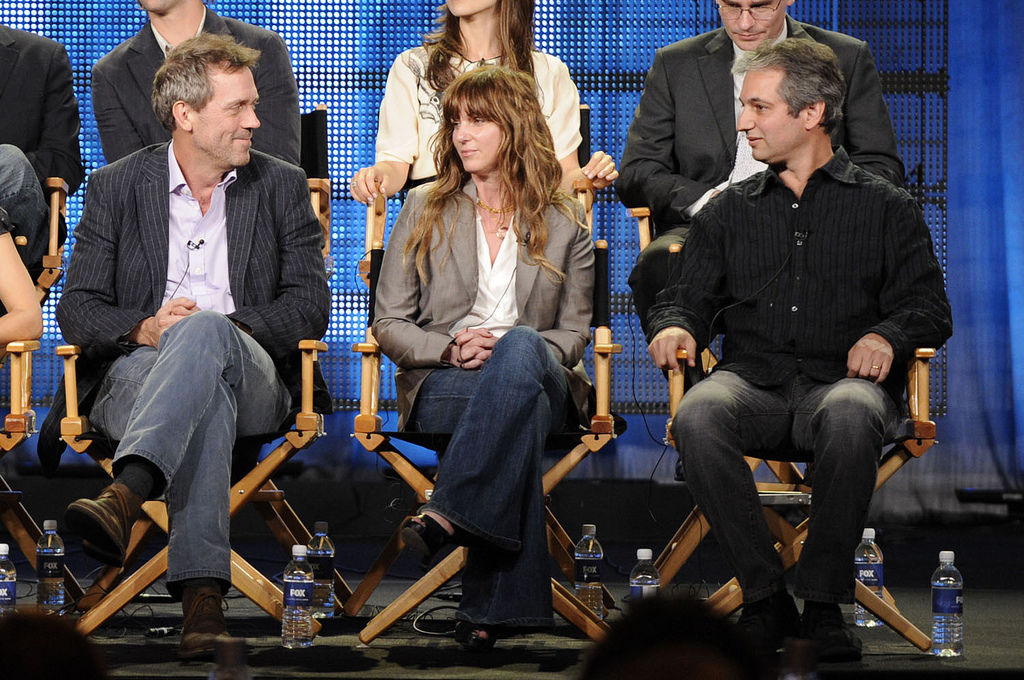
Hugh Laurie, Katie Jacobs et David Shore lors d'une conférence de presse.

### Tournage

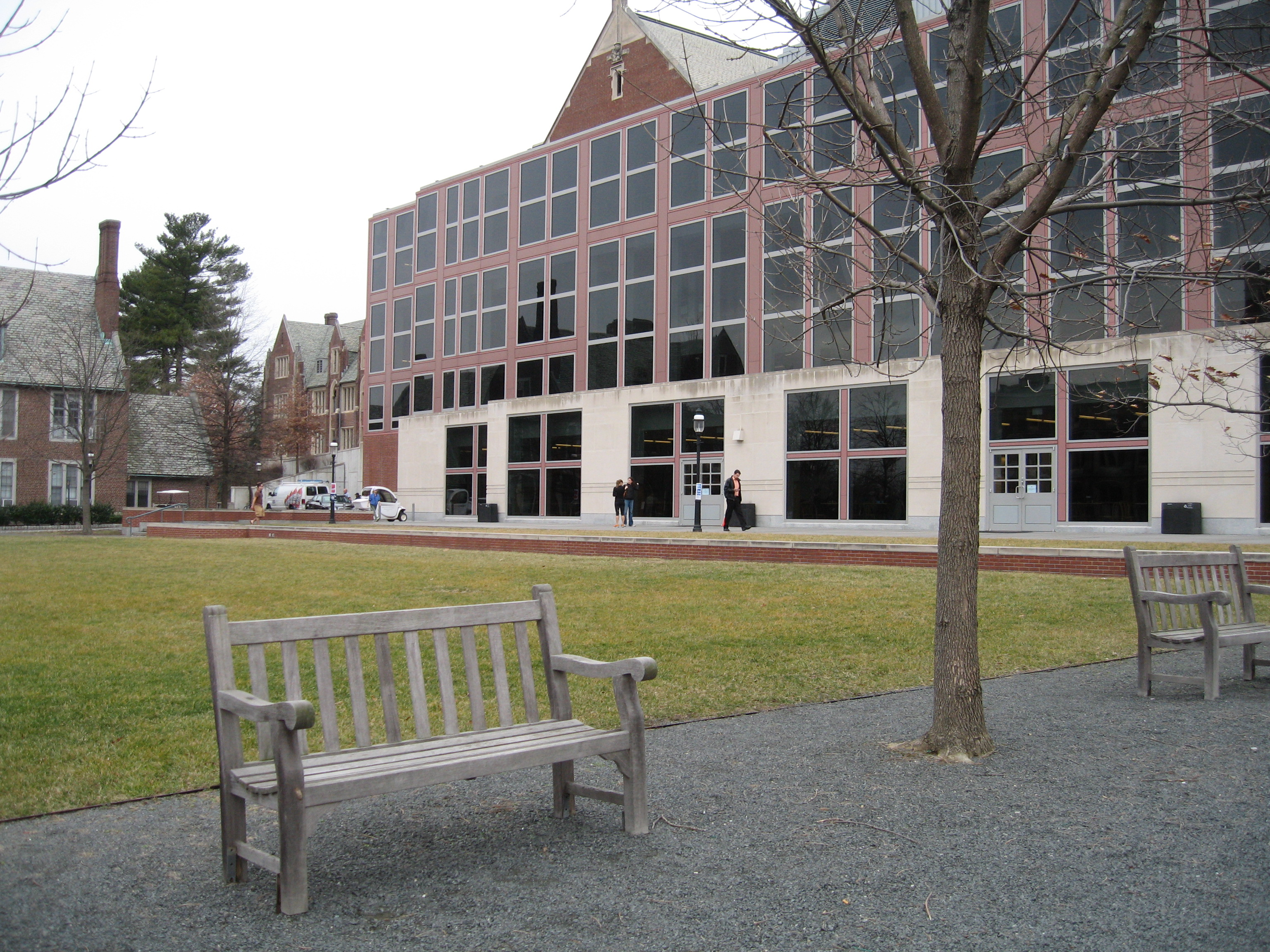
Le Frist Campus Center à l’université de Princeton.

### Inspirations